# エラ＝レイ・スミス
エラ＝レイ・スミス（Ella-Rae Smith、1998年2月21日 - ）は、英国の女優兼モデル。
2014年にモデル業を開始し、AMCの格闘技ドラマシリーズ「バッドランド〜最強の戦士たち」でニックスを演じたことで有名になる。

## 幼少期
13歳の時、パリへの修学旅行中にモデルにスカウトされ、2014年に最初の契約に署名する。

## キャリア
最初のテレビでの役はマーリーの幽霊で、2話でミアの役割を果たした。映画デビューは2017年公開の「バタフライキス」であったテレビシリーズでは、「クリーク」でフィービー役を演じ、2年間でに数多くの短編映画の役を演じた。2017年には、「バッドランズ」でニックス役を演じるように指名された。。映画「ホッブズ＆ショー」でマダムMの乗組員の1人を演じたNetflixシリーズのザ・ストレンジャー（The Stranger）でもデイジーの役を果たした。。

## フィルモグラフィ

### 映画
| 年   | 題名                                                                    | 役名            | 備考     |
| ---- | ----------------------------------------------------------------------- | --------------- | -------- |
| 2017 | バタフライキス                                                          | エラ            |          |
| 2018 | トレイン・ミッション The Commuter                                       | ソフィア        |          |
| 2018 | アカデミー                                                              | オプティカ      | 短編映画 |
| 2018 | 死んだ鳥                                                                | ジェニファー    | 短編映画 |
| 2018 | ブギーマン                                                              | クリスティン    |          |
| 2018 | 2：時間（2:Hrs）                                                        | ヴィック        |          |
| 2018 | 心の安らぎ                                                              | ポリー          | 短編映画 |
| 2018 | 乗客                                                                    |                 |          |
| 2019 | ワイルド・スピード/スーパーコンボ Fast & Furious Presents: Hobbs & Shaw | マダムMの乗組員 |          |
| 2020 | 既存のホットライン                                                      | シモーネ        | 短編映画 |
| 2021 | 降霊会 -血塗られた女子寮- Seance                                        | ヘリナ          |          |

### テレビ
| 年         | 題名               | 役名                          | 備考                                           |
| ---------- | ------------------ | ----------------------------- | ---------------------------------------------- |
| 2016       | マーリーの幽霊     | ミア                          | 2話                                            |
| 2017～2018 | クリーク           | フィービーパーカー-フォックス | サポート役（シリーズ1）、ゲスト役（シリーズ2） |
| 2018〜2019 | バッドランズ       | ニックス                      | 主役                                           |
| 2019       | ウィッチャー       | フォラ                        | 1話                                            |
| 2020       | ザ・ストレンジャー | デイジー                      | 8話                                            |
| 2023       | ファウンデーション | セレス女王                    | 2話                                            |